# Johan De Muynck
Johan De Muynck (ur. 30 maja 1948 w Sleidinge) – belgijski kolarz szosowy, startujący wśród zawodowców w latach 1971–1983. Zwycięzca (1978) i drugi kolarz (1976) Giro d’Italia.

## Najważniejsze zwycięstwa
- 1973 - Brabantse Pijl
- 1976 - Tour de Romandie, etap Giro d’Italia
- 1977 - etap w Dookoła Katalonii
- 1978 - etap i klasyfikacja generalna Giro d’Italia